# 배성종
배성종(1985년 8월 19일 ~ )은 대한민국의 배우이자 모델이다.

## 학력
- 호서대학교 연극학과

## 출연 작품

### 영화
- 《한 마디 껌》 (2017년) - 우석 역
- 《픽업 아티스트》 (2014년) - 희수 친구 2 역
- 《친구 2》 (2013년) - 용백 역(†)
- 《앵두야 연애하자》 (2013년) - 김승환 역
- 《빚지고 싶다》 (2010년)

### 드라마
- 《동네의 영웅》 (2016년, OCN) - 성대리 역
- 《메이퀸》 (2012년, MBC) - 최욱진 역(‡) (본 작품의 서브 빌런)

### 뮤직비디오
- 노을 - 이별밖에 (2015년)

## 수상
- 2011년 공주 신상옥 청년 국제영화제 남자부문 최우수 연기상